# Ахматовская улица (Астрахань)
Ахма́товская у́лица — одна из улиц исторического района Белый город в центральной части Астрахани, проходит с запада на восток, начинаясь около стен Астраханского кремля от улицы Тредиаковского. Участок Ахматовской улицы вдоль Братского сада, на котором расположены дома с первого по седьмой, — пешеходный, от проезжей части улицы Тредиаковского отделён лестницей. Далее Ахматовская пересекает пешеходную часть улицы Кирова (астраханский «Арбат»), после которой продолжается уже с проезжей частью, пересекает Театральный переулок и заканчивается у улицы Володарского напротив филармонии.

## История
Первым названием улицы было Спасская. По линии улицы в 1582 году проходила северная граница астраханского посада с острожной стеной, а уже с 1599 года улица оказалась внутри посада. Известно, что вблизи неё в XVII веке находились земская изба и казённый кабак. Улица, проходившая в Белом городе, была извилистой, вела мимо Русского гостиного двора, Никольской церкви, Иноземного двора, Спасского монастыря до восточной эспланады, где выводила к Воскресенским воротам.
В результате перепланировок города в XVIII веке (в частности, по генеральному плану 1769 года), когда происходило спрямление улиц, единую прежде Спасскую улицу разделили на два участка, смещённых друг относительно друга. Первый, западный, стал Ахматовской улицей, второй сохранил название Спасской улицы (ныне это улица Молодой Гвардии).
В отличие от одноимённой Ахматовской улицы в городе Пушкин, астраханская Ахматовская не имеет отношения к поэтессе Анне Ахматовой — улица получила это название задолго до её рождения, оно было зафиксировано как уже существующее и утверждено в 1837 году. Это название отсылает к богатому местному роду Ахматовых, владевшему землями в районе современного села Началово (в те времена носило название Черепаха), а именно дано по имени генерал-майора Фёдора Антоновича Ахматова, двор которого находился на улице. В 1920 году улица была переименована в честь революционера Степана Халтурина, историческое название было возвращено постановлением мэра Астрахани в 2007 году.

## Застройка
Современная застройка улицы относится к диапазону от конца XVIII века до 1970-х гг. На улице 6 объектов культурного наследия, 1 федерального значения и 5 — регионального.
По нечётной стороне
- Дом 1 (угол с улицей Тредиаковского) — ныне не существует. На этом месте в XIX веке находилась Казённая палата, архитектор К. Л. Депедри, 1836 год. В 1901 году на её месте был построен магазин Торгового дома Гантшнер, архитектор А. С. Малаховский. В 1918 году во время революционных событий дом сгорел и позднее снесён[7].
- Дом 3 — здание универмага, построено в 1970-е гг. на месте церкви Николая Гостиного[5].
- Дом 5 —  памятник архитектуры Дом Шапошникова
- Дом 7/14 (угол с улицей Кирова) —  памятник архитектуры здание Войскового правления Астраханского казачьего войска[8].
- Дом 9/13 (угол с улицей Кирова) — здание «партикулярного купеческого и гостиного двора» 1780-х гг., позднее гарнизонные казармы, в начале XX века принадлежало купцу Агамжанову. С 1910-х гг. в доме открылся кинотеатр «Мефистофель», многократно переименовывавшийся (ныне — «Иллюзион»)[9].

По чётной стороне
- Начальный участок — Братский сад, на месте которого была Александровская площадь с корпусами Русского гостиного двора[10].
- Конечный участок (угол с улицей Володарского) — место расположения Спасской пожарной части (не сохранилась)[10], до начала XIX века — территория Иноземного гостиного двора[11].

## Галерея
- Дома № 13 и 15 по Ахматовской на углу улицы Володарского
- Дом № 7/14